# Perizoma explagiata
Perizoma explagiata là một loài bướm đêm trong họ Geometridae.